# Енакешти (Бакау)
Енакешти (рум. Enăchești) насеље је у Румунији у округу Бакау у општини Берешти-Тазлау. Oпштина се налази на надморској висини од 300 m.

## Становништво
Према подацима из 2002. године у насељу је живело 843 становника, од којих су сви румунске националности.